# Denuelha de Chantela
Deneuille-lès-Chantelle és un municipi francès, situat al departament de l'Alier i a la regió d'Alvèrnia-Roine-Alps. L'any 2007 tenia 103 habitants.

## Demografia

### Població
El 2007 la població de fet de Deneuille-lès-Chantelle era de 103 persones. Hi havia 47 famílies de les quals 13 eren unipersonals (13 dones vivint soles i 13 dones vivint soles), 21 parelles sense fills i 13 parelles amb fills.
La població ha evolucionat segons el següent gràfic:
Habitants censats

### Habitatges
El 2007 hi havia 79 habitatges, 51 eren l'habitatge principal de la família, 23 eren segones residències i 5 estaven desocupats. 75 eren cases i 1 era un apartament. Dels 51 habitatges principals, 36 estaven ocupats pels seus propietaris, 13 estaven llogats i ocupats pels llogaters i 2 estaven cedits a títol gratuït; 5 tenien dues cambres, 17 en tenien tres, 11 en tenien quatre i 18 en tenien cinc o més. 38 habitatges disposaven pel capbaix d'una plaça de pàrquing. A 19 habitatges hi havia un automòbil i a 25 n'hi havia dos o més.

### Piràmide de població
La piràmide de població per edats i sexe el 2009 era:
| Homes | Edats   | Dones |
| ----- | ------- | ----- |
| 0     | 95 o +  | 0     |
| 0     | 90 a 94 | 0     |
| 4     | 85 a 89 | 0     |
| 0     | 80 a 84 | 0     |
| 4     | 75 a 79 | 12    |
| 4     | 70 a 74 | 4     |
| 0     | 65 a 69 | 4     |
| 0     | 60 a 64 | 0     |
| 4     | 55 a 59 | 4     |
| 0     | 50 a 54 | 4     |
| 4     | 45 a 49 | 0     |
| 4     | 40 a 44 | 0     |
| 0     | 35 a 39 | 8     |
| 12    | 30 a 34 | 8     |
| 4     | 25 a 29 | 4     |
| 0     | 20 a 24 | 0     |
| 0     | 15 a 19 | 0     |
| 0     | 10 a 14 | 0     |
| 0     | 5 a 9   | 4     |
| 4     | 0 a 4   | 8     |

## Economia
El 2007 la població en edat de treballar era de 62 persones, 47 eren actives i 15 eren inactives. De les 47 persones actives 40 estaven ocupades (21 homes i 19 dones) i 7 estaven aturades (2 homes i 5 dones). De les 15 persones inactives 3 estaven jubilades, 1 estava estudiant i 11 estaven classificades com a «altres inactius».
Activitats econòmiques
Dels 4 establiments que hi havia el 2007, 1 era d'una empresa de comerç i reparació d'automòbils, 1 d'una empresa de transport, 1 d'una empresa immobiliària i 1 d'una empresa classificada com a «altres activitats de serveis».
L'any 2000 a Deneuille-lès-Chantelle hi havia 16 explotacions agrícoles que ocupaven un total de 240 hectàrees.

## Poblacions més properes
El següent diagrama mostra les poblacions més properes.